# William Beardmore
William Beardmore (Deptford, 16 ottobre 1856 – Strathnairn, 9 aprile 1936) è stato un imprenditore e filantropo britannico.
Industriale anglo-scozzese, si occupa di meccanica, della lavorazione dell'acciaio e della cantieristica navale.
Per un periodo è stato il datore di lavoro di Ernest Shackleton, ed all'inizio del XX secolo finanziò la spedizione Nimrod in Antartide. A lui è dedicato il ghiacciaio Beardmore, una delle prime vie di accesso al plateau antartico dalla barriera di Ross.